# Wdowin-Kolonia
Wdowin-Kolonia [pronunciación en polaco: /ˈvdɔvin kɔˈlɔɲa/] es un pueblo ubicado en el distrito administrativo de Gmina Drużbice, dentro del Distrito de Bełchatów, Voivodato de Łódź, en Polonia central. Se encuentra aproximadamente a 5 kilómetros al sureste de Drużbice, a 11 kilómetros al noreste de Bełchatów, y a 38 kilómetros al sur de la capital regional Łódź.